# 2025–2026-os angol labdarúgó-bajnokság (első osztály)
A 2025–2026-os angol labdarúgó-bajnokság a Premier League 34. szezonja, összességében a 127. profi angol bajnoki szezon.
Ez az első teljes szezon, amelyben használatra kerül a félautomata-lesrendszer. A Sunderland feljutását követően a 2015–2016-os idény óta az első, amelyben megrendezésre kerül a Tyne and Wear derbi.
A Liverpool a címvédő.

## Csapatok
Húsz csapat vesz részt a bajnokságban, az előző szezon legjobb tizenhét csapata és a három csapat, amely feljutott a másodosztályból. A három csapat, amely kiesett az első osztályból az előző évadban feljutó Ipswich Town, Leicester City és Southampton voltak. A másodosztályból automatikusan a Leeds United és a Burnley jutott fel, 2023, illetve 2024 után tértek vissza az élvonalba. A rájátszást a Sunderland nyerte, 2017 óta először játszik a bajnokságban, amely időszakban a harmadosztályba is kiesett.
Ismét London lesz a város a legtöbb csapattal a bajnokságban, miután az előző szezonban is hét csapatot indított a ligában.

### Csapatváltozások
A 2024–2025-ös szezon sorozatban a második és mindössze a harmadik volt az angol labdarúgás történetében, ahol a három feljutó csapat kiesett az idény végén.
| Feljutott az első osztályba | Kiesett a másodosztályba |
| --------------------------- | ------------------------ |
| Leeds United                | Ipswich Town             |
| Burnley                     | Leicester City           |
| Sunderland                  | Southampton              |

### Stadionok és adatok
| Csapat                  | Város                     | Stadion                      | Befogadóképesség |
| ----------------------- | ------------------------- | ---------------------------- | ---------------- |
| Arsenal                 | London (Holloway)         | Emirates Stadion             | 60 704           |
| Aston Villa             | Birmingham                | Villa Park                   | 42 918           |
| Bournemouth             | Bournemouth               | Dean Court                   | 11 307           |
| Brentford               | London (Brentford)        | Brentfordi Közösségi Stadion | 17 250           |
| Brighton & Hove Albion  | Brighton                  | Falmer Stadion               | 31 876           |
| Burnley                 | Burnley                   | Turf Moor                    | 21 944           |
| Chelsea                 | London (Fulham)           | Stamford Bridge              | 40 173           |
| Crystal Palace          | London (Selhurst)         | Selhurst Park                | 25 194           |
| Everton                 | Liverpool (Vauxhall)      | Hill Dickinson Stadion       | 52 769           |
| Fulham                  | London (Fulham)           | Craven Cottage               | 29 587           |
| Leeds United            | Leeds                     | Elland Road                  | 37 645           |
| Liverpool               | Liverpool (Anfield)       | Anfield                      | 61 276           |
| Manchester City         | Manchester (Bradford)     | Manchesteri Városi Stadion   | 52 900           |
| Manchester United       | Manchester (Old Trafford) | Old Trafford                 | 74 197           |
| Newcastle United        | Newcastle upon Tyne       | St James’ Park               | 52 258           |
| Nottingham Forest       | West Bridgford            | Városi Stadion               | 30 404           |
| Sunderland              | Sunderland                | Stadium of Light             | 49 000           |
| Tottenham Hotspur       | London (Tottenham)        | Tottenham Hotspur Stadion    | 62 850           |
| West Ham United         | London (Stratford)        | London Stadion               | 62 500           |
| Wolverhampton Wanderers | Wolverhampton             | Molineux Stadion             | 31 750           |

### Áttekintés
| Csapat                  | Menedzser           | Csapatkapitány     | Mezgyártó | Szponzor (mellkas)  | Szponzor (kar)       |
| ----------------------- | ------------------- | ------------------ | --------- | ------------------- | -------------------- |
| Arsenal                 | Mikel Arteta        | Martin Ødegaard    | Adidas    | Emirates            | Visit Rwanda         |
| Aston Villa             | Unai Emery          | John McGinn        | Adidas    | Betano              | Trade Nation         |
| Bournemouth             | Andoni Iraola       | Adam Smith         | Umbro     | bj88                | LEOS International   |
| Brentford               | Keith Andrews       | Christian Nørgaard | Joma      | Hollywoodbets       | PensionBee           |
| Brighton & Hove Albion  | Fabian Hürzeler     | Lewis Dunk         | Nike      | American Express    | Experience Kissimmee |
| Burnley                 | Scott Parker        | Josh Cullen        | Castore   | 96.com              | Ismeretlen           |
| Chelsea                 | Enzo Maresca        | Reece James        | Nike      | Ismeretlen          | Ismeretlen           |
| Crystal Palace          | Oliver Glasner      | Marc Guéhi         | Macron    | NET88               | Kaiyun Sports        |
| Everton                 | David Moyes         | Séamus Coleman     | Castore   | Stake.com           | Christopher Ward     |
| Fulham                  | Marco Silva         | Tom Cairney        | Adidas    | SBOTOP              | WebBeds              |
| Leeds United            | Daniel Farke        | Ethan Ampadu       | Adidas    | Red Bull            | Parimatch            |
| Liverpool               | Arne Slot           | Virgil van Dijk    | Adidas    | Standard Chartered  | Expedia              |
| Manchester City         | Pep Guardiola       | Bernardo Silva     | Puma      | Etihad Airways      | OKX                  |
| Manchester United       | Rúben Amorim        | Bruno Fernandes    | Adidas    | Qualcomm Snapdragon | DXC Technology       |
| Newcastle United        | Eddie Howe          | Bruno Guimarães    | Adidas    | Sela                | Noon                 |
| Nottingham Forest       | Nuno Espírito Santo | Ryan Yates         | Adidas    | Bally’s             | Ideagen              |
| Sunderland              | Régis Le Bris       | Dan Neil           | Hummel    | W88                 | LiveScore            |
| Tottenham Hotspur       | Thomas Frank        | Cristian Romero    | Nike      | AIA                 | Kraken               |
| West Ham United         | Graham Potter       | Jarrod Bowen       | Umbro     | Betway              | QuickBooks           |
| Wolverhampton Wanderers | Vítor Pereira       | Toti Gomes         | Sudu      | DEBET               | JD Sports            |

### Edzőváltások
| Csapat            | Távozó           | Indok                      | Távozás dátuma   | Klub helyezése         | Érkező        | Kinevezés dátuma |
| ----------------- | ---------------- | -------------------------- | ---------------- | ---------------------- | ------------- | ---------------- |
| Tottenham Hotspur | Ange Postecoglou | Kirúgva                    | 2025. június 6.  | A szezon kezdete előtt | Thomas Frank  | 2025. június 12. |
| Brentford         | Thomas Frank     | Leszerződtette a Tottenham | 2025. június 12. | A szezon kezdete előtt | Keith Andrews | 2025. június 27. |

## Átigazolások
A nyári átigazolási időszakban a Liverpool és a Brentford is megdöntötte csapatrekordját Florian Wirtz (116 millió font), illetve Dango Ouattara (42,5 millió font) leigazolásával.

## Tabella
| Hely. | Csapat                  | M | Gy | D | V | G+ | G– | Gk | P | Továbbjutás vagy kiesés      |
| ----- | ----------------------- | - | -- | - | - | -- | -- | -- | - | ---------------------------- |
| 1.    | Manchester City         | 1 | 1  | 0 | 0 | 4  | 0  | +4 | 3 | Bajnokok Ligája-alapszakasz  |
| 2.    | SunderlandÚ             | 1 | 1  | 0 | 0 | 3  | 0  | +3 | 3 | Bajnokok Ligája-alapszakasz  |
| 3.    | Tottenham Hotspur       | 1 | 1  | 0 | 0 | 3  | 0  | +3 | 3 | Bajnokok Ligája-alapszakasz  |
| 4.    | LiverpoolCV             | 1 | 1  | 0 | 0 | 4  | 2  | +2 | 3 | Bajnokok Ligája-alapszakasz  |
| 5.    | Nottingham Forest       | 1 | 1  | 0 | 0 | 3  | 1  | +2 | 3 | Európa-liga-alapszakasz      |
| 6.    | Arsenal                 | 1 | 1  | 0 | 0 | 1  | 0  | +1 | 3 |                              |
| 7.    | Leeds UnitedÚ           | 1 | 1  | 0 | 0 | 1  | 0  | +1 | 3 |                              |
| 8.    | Brighton & Hove Albion  | 1 | 0  | 1 | 0 | 1  | 1  | 0  | 1 |                              |
| 9.    | Fulham                  | 1 | 0  | 1 | 0 | 1  | 1  | 0  | 1 |                              |
| 10.   | Aston Villa             | 1 | 0  | 1 | 0 | 0  | 0  | 0  | 1 |                              |
| 11.   | Chelsea                 | 1 | 0  | 1 | 0 | 0  | 0  | 0  | 1 |                              |
| 12.   | Crystal Palace          | 1 | 0  | 1 | 0 | 0  | 0  | 0  | 1 |                              |
| 13.   | Newcastle United        | 1 | 0  | 1 | 0 | 0  | 0  | 0  | 1 |                              |
| 14.   | Everton                 | 1 | 0  | 0 | 1 | 0  | 1  | −1 | 0 |                              |
| 15.   | Manchester United       | 1 | 0  | 0 | 1 | 0  | 1  | −1 | 0 |                              |
| 16.   | Bournemouth             | 1 | 0  | 0 | 1 | 2  | 4  | −2 | 0 |                              |
| 17.   | BurnleyÚ                | 1 | 0  | 0 | 1 | 0  | 3  | −3 | 0 |                              |
| 18.   | Brentford               | 1 | 0  | 0 | 1 | 1  | 3  | −2 | 0 | Kiesik az EFL Championshipbe |
| 19.   | West Ham United         | 1 | 0  | 0 | 1 | 0  | 3  | −3 | 0 | Kiesik az EFL Championshipbe |
| 20.   | Wolverhampton Wanderers | 1 | 0  | 0 | 1 | 0  | 4  | −4 | 0 | Kiesik az EFL Championshipbe |

## Mérkőzések
| Hazai \ Vendég          | ARS | AVL | BOU | BRE | BHA | BUR | CHE | CRY | EVE | FUL | LEE | LIV | MCI | MUN | NEW | NFO | SUN | TOT | WHU | WOL |
| ----------------------- | --- | --- | --- | --- | --- | --- | --- | --- | --- | --- | --- | --- | --- | --- | --- | --- | --- | --- | --- | --- |
| Arsenal                 | —   |     |     |     |     |     | a   |     |     |     |     |     |     |     |     |     |     | a   |     |     |
| Aston Villa             |     | —   |     |     |     |     |     |     |     |     |     |     |     |     | 0–0 |     |     |     |     |     |
| Bournemouth             |     |     | —   |     |     |     |     |     |     |     |     |     |     |     |     |     |     |     |     |     |
| Brentford               |     |     |     | —   |     |     |     |     |     |     |     |     |     |     |     |     |     |     |     |     |
| Brighton & Hove Albion  |     |     |     |     | —   |     |     |     |     | 1–1 |     |     |     |     |     |     |     |     |     |     |
| Burnley                 |     |     |     |     |     | —   |     |     |     |     |     |     |     |     |     |     |     |     |     |     |
| Chelsea                 | a   |     |     |     |     |     | —   | 0–0 |     |     |     |     |     |     |     |     |     |     |     |     |
| Crystal Palace          |     |     |     |     |     |     |     | —   |     |     |     |     |     |     |     |     |     |     |     |     |
| Everton                 |     |     |     |     |     |     |     |     | —   |     |     | a   |     |     |     |     |     |     |     |     |
| Fulham                  |     |     |     |     |     |     |     |     |     | —   |     |     |     |     |     |     |     |     |     |     |
| Leeds United            |     |     |     |     |     |     |     |     | 1–0 |     | —   |     |     | a   |     |     |     |     |     |     |
| Liverpool               |     |     | 4–2 |     |     |     |     |     | a   |     |     | —   |     | a   |     |     |     |     |     |     |
| Manchester City         |     |     |     |     |     |     |     |     |     |     |     |     | —   | a   |     |     |     |     |     |     |
| Manchester United       | 0–1 |     |     |     |     |     |     |     |     |     | a   | a   | a   | —   |     |     |     |     |     |     |
| Newcastle United        |     |     |     |     |     |     |     |     |     |     |     |     |     |     | —   |     |     |     |     |     |
| Nottingham Forest       |     |     |     | 3–1 |     |     |     |     |     |     |     |     |     |     |     | —   |     |     |     |     |
| Sunderland              |     |     |     |     |     |     |     |     |     |     |     |     |     |     |     |     | —   |     | 3–0 |     |
| Tottenham Hotspur       | a   |     |     |     |     | 3–0 |     |     |     |     |     |     |     |     |     |     |     | —   |     |     |
| West Ham United         |     |     |     |     |     |     |     |     |     |     |     |     |     |     |     |     |     |     | —   |     |
| Wolverhampton Wanderers |     |     |     |     |     |     |     |     |     |     |     |     | 0–4 |     |     |     |     |     |     | —   |

## Statisztikák

### Gólok
Frissítve: 2025. augusztus 18-i mérkőzések
| Helyezés | Játékos         | Csapat            | Gólok |
| -------- | --------------- | ----------------- | ----- |
| 1        | Erling Haaland  | Manchester City   | 2     |
| 1        | Richarlison     | Tottenham Hotspur | 2     |
| 1        | Antoine Semenyo | Bournemouth       | 2     |
| 1        | Chris Wood      | Bournemouth       | 2     |
| 5        | 15 játékos      | 15 játékos        | 1     |

| Összes gólszerző |
| --- |
| 2 gólos - Erling Haaland (Manchester City) - Richarlison (Tottenham Hotspur) - Antoine Semenyo (Bournemouth) - Chris Wood (Nottingham Forest) 1 gólos - Dan Ballard (Sunderland) - Riccardo Calafiori (Arsenal) - Rayan Cherki (Manchester City) - Federico Chiesa (Liverpool) - Hugo Ekitiké (Liverpool) - Cody Gakpo (Liverpool) - Wilson Isidor (Sunderland) - Brennan Johnson (Tottenham Hotspur) - Eliezer Mayenda (Sunderland) - Rodrigo Muniz (Fulham) - Dan Ndoye (Nottingham Forest) - Lukas Nmecha (Leeds United) - Matt O’Riley (Brighton & Hove Albion) - Tijjani Reijnders (Manchester City) - Mohamed Szaláh (Liverpool) - Igor Thiago (Brentford) |

### Gólpasszok
Frissítve: 2025. augusztus 18-i mérkőzések
| Helyezés | Játékos        | Csapat            | Gólpasszok |
| -------- | -------------- | ----------------- | ---------- |
| 1        | Mohammed Kudus | Tottenham Hotspur | 2          |
| 2        | 13 játékos     | 13 játékos        | 1          |

### Kapott gól nélküli mérkőzések
Frissítve: 2025. augusztus 18-i mérkőzések
| Helyezés | Játékos           | Csapat            | Mérkőzések száma |
| -------- | ----------------- | ----------------- | ---------------- |
| 1        | Marco Bizot       | Aston Villa       | 1                |
| 1        | Dean Henderson    | Crystal Palace    | 1                |
| 1        | Lucas Perri       | Leeds United      | 1                |
| 1        | Nick Pope         | Newcastle United  | 1                |
| 1        | David Raya        | Arsenal           | 1                |
| 1        | Robin Roefs       | Sunderland        | 1                |
| 1        | Robert Sánchez    | Chelsea           | 1                |
| 1        | James Trafford    | Manchester City   | 1                |
| 1        | Guglielmo Vicario | Tottenham Hotspur | 1                |

### Egyéb
Játékos
- Legtöbb sárga lap: 1[71]
  - 30 játékos
- Legtöbb piros lap: 1[72]
  -  Ezri Konsa (Aston Villa)

Csapat
- Legtöbb sárga lap: 4[73]
  - Arsenal
- Legtöbb piros lap: 1[74]
  - Aston Villa

## Díjak

### Hónap díjai
| Hónap     | A hónap edzője | A hónap edzője | A hónap játékosa | A hónap játékosa | Források |
| Hónap     | Menedzser      | Csapat         | Játékos          | Csapat           | Források |
| --------- | -------------- | -------------- | ---------------- | ---------------- | -------- |
| Augusztus |                |                |                  |                  |          |
|           |                |                |                  |                  |          |
| Hónap     | A hónap gólja  | A hónap gólja  | A hónap védése   | A hónap védése   | Források |
| Hónap     | Játékos        | Csapat         | Játékos          | Csapat           | Források |
| Augusztus |                |                |                  |                  |          |